# Друга грчка република
Друга грчка република (грч. Βʹ Ελληνική Δημοκρατία) је модерни историографски термин за политички режим у Грчкој у периоду од 24. марта 1924. до 10. октобра 1935. године, који је у то време био познат под називом Хеленска република (грч. Ἑλληνικὴ Δημοκρατία). Заменила је уставну монархију на челу са династијом Гликсбург, и трајала је до државног удара када је враћена монархија.
Друга република означава други период у модерној историји Грчке у коме земљом није управљао краљ, док се скупштина и привремена влада након Грчке револуције сматрају за Прву републику. Тренутна република (након 1974.) је позната под именом Трећа грчка република.

## Историја
Након пораза Грчке у Грчко-турском рату 1922. године, поражена армија је подигла револуцију 11. септембра 1922. против краљеве владе. Након пуча венизелистичког генерала Пластираса, краљ Константин I био је приморан на абдикцију 27. септембра 1922, и умро је у егзилу 1923. године. Његов најстарији син и наследник, краљ Ђорђе II, је 19. децембра 1923. године отишао у егзил у Румунију, земљу своје супруге. Дана 25. марта 1924, била је проглашена Друга грчка република.. Ови догађаји су били кулминација процеса који је започео 1915. године између краља Константина и његовог политичког противника Венизелоса.
Током свог кратког постојања, политичко стање у Другој Републици је било нестабилно. Грчко друштво је и даље било подељено на прорепубликанске ванзелисте и монархисте који нису признавали легитимитет Републике. Сукоби у друштву проширени су на културна и социјална питања као што су разлике у употреби грчког језика према архитектонским стиловима. Овом поларизацијом додато је дестабилизирајуће учешће војске у политици што је довело до неколико удара и покушаја удара. Економија је била у лошем стању након деценије ратовања и није била у стању да издржи долазак 1,5 милиона избеглица након размене становништва са Турском.
Први председник републике био је адмирал Павлос Кунтуриотис, присталица Венизелоса који је поднео оставку након државног удара 1925. године. Њега је заменио вођа удара, генерал Пангалос, ког је такође сменила војска после пет месеци, након кратког сукоба са Бугарском изазваног неспоразумом на граници у близини града Петрича. Кунтуриотис је враћен и поново изабран за председника 1929. године, али је био присиљен да поднесе оставку из здравствених разлога касније те године. Њега је заменио Александрос Заимис, који је био на власти до укидања републике 1935. године.
Упркос периоду стабилности и осећају благостања под владом Венизелоса од 4. јула 1928. до 6. марта 1933, озбиљно су се осетили утицаји Велике кризе када је дошло до нове политичке нестабилности. Притисак да се врати монархија је све више растао. Венизелосови официри покушали су да изведу државни удар марта 1935. који је угушио генерал Кондилис. 10. окктобра 1935. председник Заимис био је приморан да постави Кондилиса за премијера. Касније тог дана, Кондилис је присилио Заимиса да поднесе оставку, прогласио се регентом и укинуо републику. 3. новембра 1935. одржан је „монтирани“ референдум за повратак монархије, резултати су били 98% за повратак монархије. Краљ Ђорђе II вратио се у Атину 23. новембра, а Кондилис је остао премијер.